# Discothyrea crassicornis
Discothyrea crassicornis é uma espécie de formiga do gênero Discothyrea, pertencente à subfamília Proceratiinae.